# Khoshkī
Khoshkī (persiska: Sar Khoshkī, خشکی) är en ort i Iran.   Den ligger i provinsen Gilan, i den norra delen av landet, 240 km nordväst om huvudstaden Teheran. Antalet invånare är 857.
Terrängen runt Khoshkī är mycket platt, och sluttar norrut. Runt Khoshkī är det tätbefolkat, med 659 invånare per kvadratkilometer. Närmaste större samhälle är Khoshk-e Bījār, 7,6 km sydost om Khoshkī. Trakten runt Khoshkī består till största delen av jordbruksmark.